# Bree Olson
Bree Olson (ur. 7 października 1986 w Houston) – amerykańska aktorka pornograficzna pochodzenia ukraińskiego.

## Życiorys

### Wczesne lata
Urodziła się w Houston w Teksasie. Wychowywała ją samotna matka. Kiedy miała rok, przenieśli się do Fort Wayne w stanie Indiana, aby być blisko jej dziadków — ukraińskich imigrantów z czasów II wojny światowej. Tam matka Bree poznała swojego przybranego ojca, a rodzina przeniosła się do Woodburn w stanie Indiana. Kiedy miała 9 lat, jej matka urodziła drugą córkę. Jako 12–latka dostała swoją pierwszą pracę na plantacji kukurydzy w stanie Indiana. Straciła dziewictwo z facetem w wieku dwunastu lat. Pracowała w restauracji. 
W 2005, po ukończeniu szkoły średniej, przez krótki czas studiowała biomedycynę na Indiana University-Purdue University Fort Wayne. Na drugim roku studiów zdecydowała, że chce podjąć pracę w branży dla dorosłych. Niedługo po opublikowaniu jej zdjęć w Internecie została odkryta. 

### Kariera
W listopadzie 2006, w wieku 20 lat rozpoczęła karierę w przemyśle filmowym dla dorosłych, pracując dla takich firm jak Adam & Eve, Penthouse, Playboy, Digital Playground, Overboard Video, Brazzers, Elegant Angel i Red Light District. 1 sierpnia 2007 podpisała roczny kontrakt z wytwórnią Adam & Eve Films.
Bree wzięła udział w sesji zdjęciowej dla kilku magazynów dla dorosłych, w tym w „Club”, „Barley Legal”, „Rockstar” i „Hot Video”. Była pierwszym wykonawczynią, który wygrała nagrody AVN Award w kategorii najlepsza nowa gwiazdka (2008) i najlepsza nowa gwiazda internetowa (2009) po uruchomieniu BreeOlson.com w styczniu 2008. W lutym 2008 została Dziewczyną Miesiąca magazynu „Penthouse”. Była na okładce magazynów takich jak „Juggs” (w styczniu 2009), „Hustler” (w maju 2011), „Steppin’ Out” (w maju 2011) i „Playboy” (w sierpniu 2011). W 2010 znalazła się na liście 12. najpopularniejszych gwiazd porno magazynu „Maxim”. 
W 2010 Bree rozstała się z wytwórnią Adam & Eve Pictures. Następnie brała udział przede wszystkim w scenach gonzo, chociaż sporadycznie występowała w parodiach porno, w tym New Sensations Video Scooby Doo: A Xxx Parody (2011) jako Daphne czy X-Play Not Bionic Woman & The Six Million Dollar Man XXX (2011) w roli agentki Jaime Sommers, za którą była nominowana do Adult Video News Awards w kategorii najlepsza scena seksu solo. Wystąpiła w ponad 240. filmach porno. W październiku 2011 Bree Olson powiedziała publicznie, że wycofała się z branży dla dorosłych. 

### Obecność w kulturze masowej
W reality–show Z kamerą u Kardashianów (Keeping Up with the Kardashians, 2007) wystąpiła w małej rólce niani, która zostaje zwolniona pierwszego dnia pracy. W 2013 potwierdzono, że znalazła się w obsadzie kontrowersyjnego horroru Ludzka stonoga 3 (The Human Centipede III (Final Sequence)) z udziałem Erica Robertsa i Claytona Rohnera.

## Życie prywatne
Przyciągnęła uwagę mediów, kiedy od 1 marca do kwietnia 2011 żyła w małżeńskim trójkącie z Charlie Sheenem i modelką Natalie Kenly.
Jest weganką i ateistką.

## Problemy z prawem
3 lutego 2011 Olson została aresztowana i oskarżona o prowadzenie pojazdu pod wpływem alkoholu w jej rodzinnym mieście Fort Wayne w stanie Indiana. Przyznała się do winy pod zarzutem jazdy pod wpływem alkoholu i otrzymała rok w zawieszeniu oraz obowiązek wykonywania prac społecznych.

## Wybrana filmografia
| Rok  | Tytuł                                                       | Rola                  | Reżyser                                                        |
| ---- | ----------------------------------------------------------- | --------------------- | -------------------------------------------------------------- |
| 2008 | PG Porn (serial TV) - odc. Helpful Bus                      | Piękna Trashy         | James Gunn                                                     |
| 2011 | Calvin’s Dream                                              | w roli samej siebie   | John O’Leary                                                   |
| 2013 | Don Jon                                                     | aktorka porno         | Joseph Gordon-Levitt                                           |
| 2013 | Not Another Celebrity Movie                                 | gwiazda porno         | Emilio Ferrari                                                 |
| 2014 | Live Nude Girls                                             | Chloe                 | Jay Leggett                                                    |
| 2014 | Fat Chance                                                  | Hailey                | Jim O’Rear, Daniel E. Taylor (w napisach: Daniel Emery Taylor) |
| 2015 | By Any Means Necessary (film dokumentalny)                  | w roli samej siebie   | Trevor Clark Thalin                                            |
| 2015 | Power/Rangers (film krótkometrażowy wideo)                  | Divatox               | Joseph Kahn                                                    |
| 2015 | Ludzka stonoga 3 (The Human Centipede III (Final Sequence)) | Daisy                 | Tom Six                                                        |
| 2016 | Director’s Cut                                              | seksowna pielęgniarka | Adam Rifkin                                                    |

## Nagrody i nominacje
| Rok  | Nagroda                     | Kategoria                                                 | Film                                                     | Inni wykonawcy                                                  | Rezultat  |
| ---- | --------------------------- | --------------------------------------------------------- | -------------------------------------------------------- | --------------------------------------------------------------- | --------- |
| 2007 | NightMoves Award            | Najlepsza wykonawczyni wg redakcji                        | –                                                        | –                                                               | Wygrana   |
| 2008 | Adam Film World Guide Award | Najlepsza wykonawczyni wg fanów                           | –                                                        | –                                                               | Wygrana   |
| 2008 | AVN Award                   | Najlepsza scena lesbijska - wideo                         | Boundaries 1 (2007)                                      | Sasha Grey                                                      | Nominacja |
| 2008 | AVN Award                   | Najlepsza scena seksu analnego - wideo                    | Big Wet Asses 10 (2007)                                  | Brandon Iron                                                    | Wygrana   |
| 2008 | AVN Award                   | Najlepsza scena seksu grupowego - wideo                   | DreamGirlz (2007)                                        | Amy Ried, Sascha i Marco Banderas                               | Nominacja |
| 2008 | AVN Award                   | Najlepsza gwiazda                                         | –                                                        | –                                                               | Wygrana   |
| 2008 | FAME Award                  | Najlepsza wykonawczyni                                    | –                                                        | –                                                               | Wygrana   |
| 2008 | NightMoves Award            | Najlepsza artystka – nagroda redakcji                     | –                                                        | –                                                               | Wygrana   |
| 2008 | XBIZ Award                  | Nowa gwiazda roku                                         | –                                                        | –                                                               | Wygrana   |
| 2008 | XRCO Award                  | Mokry sen (Cream Dream)                                   | –                                                        | –                                                               | Wygrana   |
| 2008 | XRCO Award                  | Najlepsza nowa gwiazdka                                   | –                                                        | –                                                               | Wygrana   |
| 2009 | AVN Award                   | Najlepsza scena seksu grupowego samych dziewczyn          | Bree’s Slumber Party                                     | Penny Flame, Kayden Kross i Aiden Starr                         | Nominacja |
| 2009 | AVN Award                   | Najlepsza scena triolizmu                                 | Carolina Jones and the Broken Covenant (2008)            | Ava Rose i Zenza Raggi                                          | Nominacja |
| 2009 | AVN Award                   | Najlepsza aktorka drugoplanowa                            | Carolina Jones and the Broken Covenant (2008)            | –                                                               | Nominacja |
| 2009 | AVN Award                   | Najlepsza nowa gwiazda strony internetowej                | –                                                        | –                                                               | Wygrana   |
| 2009 | AVN Award                   | Najlepsza scena lesbijska                                 | Roller Dollz (2008)                                      | Kayden Kross                                                    | Nominacja |
| 2009 | AVN Award                   | Najlepsza scena seksu grupowego                           | Roller Dollz (2008)                                      | Sunny Lane, Ava Rose, Eva Angelina, Mickey Butders i Eric Swiss | Nominacja |
| 2009 | AVN Award                   | Najlepsza aktorka                                         | Roller Dollz (2008)                                      | –                                                               | Nominacja |
| 2009 | XRCO Award                  | Najlepszy występ solo                                     | Roller Dollz (2008)                                      | –                                                               | Nominacja |
| 2009 | NightMoves Award            | Najlepsza artystka (nagroda publiczności)                 | –                                                        | –                                                               | Wygrana   |
| 2010 | AVN Award                   | Najlepsza scena seksu samych dziewczyn                    | Bree & Sasha (2008)                                      | Sasha Grey                                                      | Nominacja |
| 2010 | AVN Award                   | Najlepsza scena lesbijska seksu grupowego                 | Sun Goddess: Malibu (2009)                               | Sasha Grey, Gianna Lynn i Teagan Presley                        | Nominacja |
| 2010 | AVN Award                   | Najlepsza aktorka                                         | One Last Ride (2008)                                     | –                                                               | Nominacja |
| 2010 | AVN Award                   | Najlepsza scena lesbijska seksu trójosobowego             | The 8th Day (2009)                                       | Tori Black i Poppy Morgan                                       | Wygrana   |
| 2011 | AVN Award                   | Crossoverowa gwiazdą roku                                 | –                                                        | –                                                               | Nominacja |
| 2011 | FAME Award                  | Społeczne media-sensacja                                  | –                                                        | –                                                               | Wygrana   |
| 2011 | NightMoves Award            | Najlepsza gwiazda społecznościowa wg redakcji             | –                                                        | –                                                               | Wygrana   |
| 2012 | AVN Award                   | Najlepsza scena seksu solo                                | Not Bionic Woman & The Six Million Dollar Man XXX (2011) | –                                                               | Nominacja |
| 2012 | AVN Award                   | Najlepsza scene seksu analnego                            | Lex the Impaler 6 (2011)                                 | Lexington Steele                                                | Nominacja |
| 2012 | AVN Award                   | Crossoverowa gwiazda wg fanów                             | –                                                        | –                                                               | Nominacja |
| 2012 | AVN Award                   | Najlepsza strona internetowa fanów - www.BreeOlson.biz    | –                                                        | –                                                               | Nominacja |
| 2012 | XRCO Award                  | Ulubienica porno mediów                                   | –                                                        | –                                                               | Wygrana   |
| 2013 | AVN Award                   | Najlepsza scena triolizmu (dziewczyna/dziewczyna/chłopak) | Cumgasm (2012)                                           | Kelly Madison i Ryan Madison                                    | Nominacja |